# Styles
『Styles』（スタイルズ）は、May'nの1枚目のオリジナルアルバム。2009年11月25日にflying DOGから発売された。

## 概要
トータルプロデューサーに鷺巣詩郎を迎え、デビュー以来初となるフルアルバム。初回限定盤には「May'n☆Space」、「キミシニタモウコトナカレ」、「Deep Breathing」のPVを収録したDVDが同梱されている。

## 収録曲
1. Get Ready [3:24]
作詞：Mike Wyzgowski・Satomi、作曲・編曲：鷺巣詩郎
2. キミシニタモウコトナカレ [3:59]
作詞：岩里祐穂、作曲・編曲：本間昭光
  - テレビアニメ『シャングリ・ラ』オープニングテーマ
3. standing bird [3:46]
作詞：渡邉睦月、作曲・編曲：鷺巣詩郎
4. XYZ [4:46]
作詞：松尾潔、作曲・編曲：鷺巣詩郎
5. Let Me Be Myself [4:35]
作詞：松尾潔、作曲・編曲：鷺巣詩郎
6. Deep Breathing [6:03]
作詞：岩里祐穂、作曲・編曲：鷺巣詩郎
7. Welcome To My FanClub's Night! -Styles ver.- [4:34]
作詞：hàl、作曲：菅野よう子、編曲：Chokkaku・鷺巣詩郎
8. h@e me? h@e you! [3:54]
作詞：Satomi、作曲・編曲：鷺巣詩郎
9. パラノイア [4:17]
作詞：松尾潔、作曲・編曲：鷺巣詩郎
10. M-Revolution [4:24]
作詞：May'n、作曲・編曲：本間昭光
11. YOUR ROCK [4:06]
作詞・作曲：May'n、編曲：鷺巣詩郎
12. Heart & Soul  [3:50]
作詞：Mike Wyzgowski、作曲・編曲：鷺巣詩郎

DVD（初回生産限定盤のみ）
1. May'n☆Space （Music Clip）
2. キミシニタモウコトナカレ （Music Clip）
3. Deep Breathing （Music Clip）